# Airavata Elephant Foundation

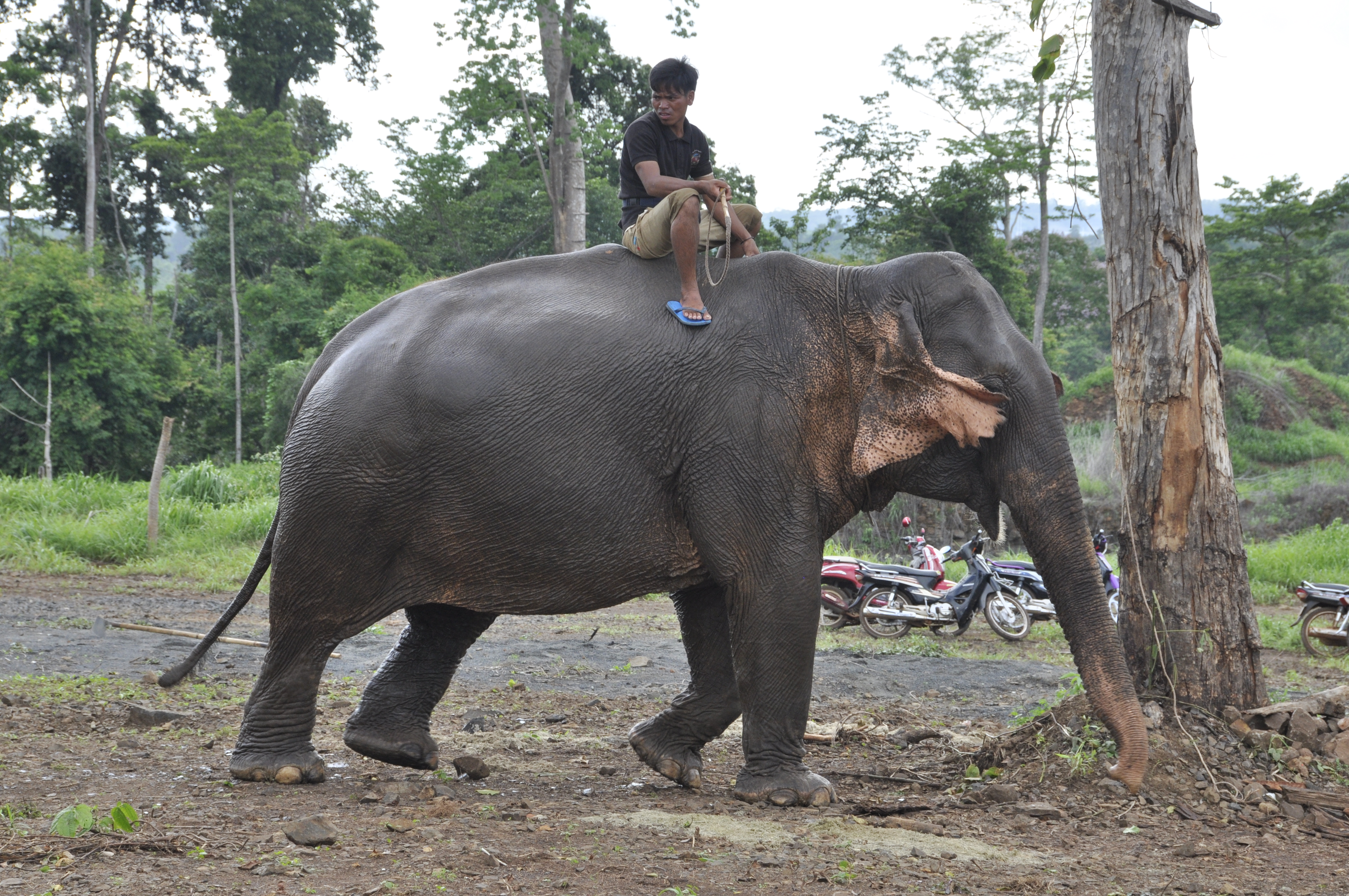
Elefanten Ikea vid Airavata i Cambodia

Airavata Elephant Foundation är en stiftelse med säte i Ban Lŭng, Ratanakiri, Kambodja, grundad år 2016 av Chenda och Pierre-Yves Clais, som skyddar ett 500 hektar stort regnskogsområde och tar hand om de sista fyra asiatiska elefanterna, och deras mahouter av Braufolket, i regionen Ratanakiri i norra Kambodja, vid vattenfallet i O Katiĕng, 10 kilometer väster om huvudstaden Ban Lŭng.

## Tama elefanter i Kambodja
Vietnamkriget under sextiotalet, och perioden under Röda khmererna, kommunistpartiet och gerillarörelsen som styrde Demokratiska Kampuchea 1975–1979, ledde till en drastisk decimering av såväl vilda som tama elefanter i Kambodja. Idag återstår mellan 400 och 500 vilda och färre än 100 tama elefanter i Kambodja. De flesta befinner sig i provinsen Mondulkiri och ägs av familjer med begränsade ekonomiska resurser.

## Airavatas elefanter i Ratanakiri
Airavata äger fyra asiatiska elefanter, tre tjurar: Bak Mai, Bokva och Kamsen, samt en ko: Ikea de sista fyra elefanterna i provinsen Ratanakiri. Tre av dem har sitt ursprung i provinsen, medan tjuren Bak Mai, räddades från ett ovisst öde från grannprovinsen Mondulkiri.

## Bak Mais andra chans
Elefanttjuren Bak Mai dödade i september 2016 sin 55-årige mahout och ägare i Mondulkiri, och problem uppstod kring elefantens framtid, eftersom ingen vill äga en elefant som dödat någon, med risken att detta kanske kommer att upprepas. I det ögonblicket erbjöd sig Airavata att köpa den 32-åriga elefanten och ge honom en framtid. Bak Mai har sedan dess rehabiliterats och integrerats med Airavatas övriga elefanter.

## Svensk rådgivning
Under 2019 och 2020 kopplades den svenske elefantkonsulten Dan Koehl till stiftelsen, som rådgivare och tränare av elefanterna, för att säkerställa professionell skötsel och veterinärmedicinsk vård av elefanterna, samt att utarbeta riktlinjer för ett framtida avelsprogram för stiftelsens elefanter, men även för andra av Kambodjas elefanter, som elefanterna i Kulen Elephant Forest Sanctuary i Siem Reap

## Aktiviteter
Med fokus på att bevara den sista populationen av tama elefanter i Kambodja, strävar stiftelsen Airavata, som nyligen fick beskydd av kung Norodom Sihamoni av Kambodja, till att erbjuda aktiviteter i skogen vid vattendraget och vattenfallet O Katiĕng utanför Ban Lung, med trekking, ridning och informationsprogram.